# Medal Pamiątkowy Węgierskiej Republiki Rad
Medal Pamiątkowy Węgierskiej Republiki Rad (węg. Tanácsköztársasági Emlékérem) – odznaczenie cywilne WRL o charakterze pamiątkowym, ustanowione w 1959 dla uhonorowania uczestników krwawych rządów Węgierskiej Republiki Rad w 1919. Przyznano łącznie 28 001 takich medali z okazji 40-lecia tej rewolucji. W dziesięć lat później – na jej 50-lecie – wznowiono nadawanie i wręczono jeszcze 6868 medali ze zmienioną datą na awersie